# Battle Chess
Battle Chess é um jogo eletrônico para computador que simula xadrez no qual as peças são animadas, movimentando-se pelo tabuleiro com estilo próprio e entrando em combate após cada lance de captura.
A concepção do design gráfico do jogo foi inspirada nas seqüências de xadrez em 3D presentes nos filmes da série Star Wars e Future World. Os animadores Todd Camasta e Bruce Schlickbernd foram agraciados com o prêmio Best Graphics, dado pela Software Publishers Association. O jogo foi escrito pelos programadores Michael Quarles e Jayesh Patel.
O Battle Chess também pode ser jogado em um tabuleiro 2D, sem animações.
O programa original, que teve dezenas de imitações, tornou-se um abandonware e pode ser baixado gratuitamente na Internet.

## Versões
1988:
- Amiga500/600 (OCS/ECS)
- Atari ST
- Commodore 64/128
- IBM PC (DOS)

1989:
- Sharp X68000

1990:
- Apple II
- Nintendo Entertainment System (NES)
- NEC PC-9801

1991:
- Amiga CDTV
- PC (MS Windows)
- FM Towns

 1993:
- 3DO
- Acorn Archimedes

1994:
- Amiga CD32 (ECS/AGA)

## Curiosidades
- No filme Face a Face com o Inimigo, o GM Peter Sanderson, interpretado por Christopher Lambert, aparece jogando uma partida com o Battle Chess numa das cenas.